# S-13

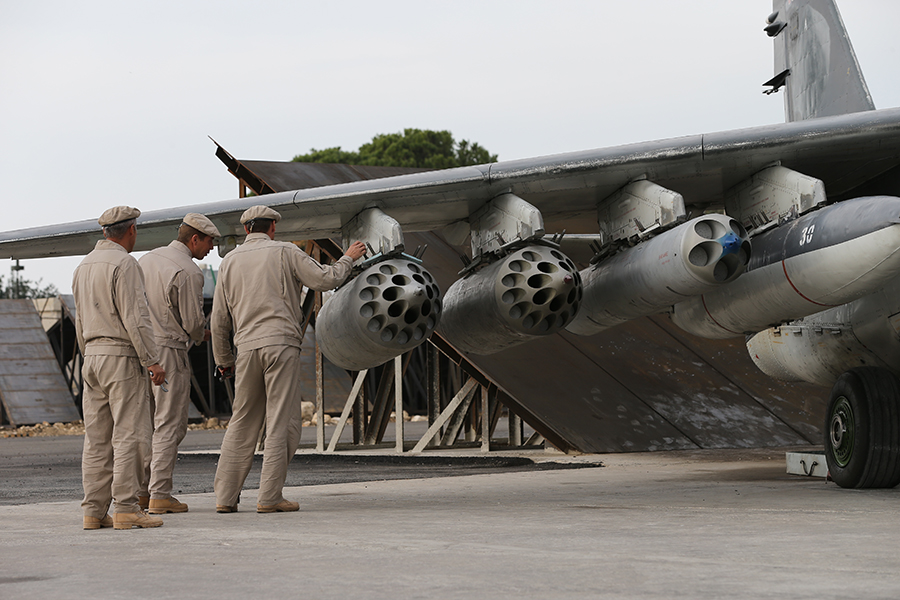
Um lançador S-13 (direita) ao lado de dois lançadores de mísseis S-8 montados em um Sukhoi Su-25.

O S-13 é um foguete não guiado calibre 122 mm desenvolvido pela Força Aérea Soviética para uso em aeronaves militares. Continua em serviço na Força Aérea Russa e de vários outros países. 
O foguete S-13 foi desenvolvido nos anos de 1970 pela requisição de armamentos capazes de penetração em pistas de decolagem, em hangares de proteção para aeronaves e bunkers; entrando nas especificações de foguetes entre 80 mm e 240 mm, correspondendo ao uso do foguete menor Zuni de 127 mm. O S-13 possui desenho convencional, com empuxo de foguete sólido e pequenas aletas na cauda para promover estabilidade depois do lançamento. 
Os primeiros testes ocorreram no ano de 1973, sendo apenas introduzido em 1983. Os foguetes S-13 são disparados de um lançador de 5 tubos B-13L, que pode ser carregado na maioria das aeronaves de matriz soviética e russa, além dos caças mais modernos, como: Su-17/20/22, Su-24, Su-25, Su-27, MiG-23BN, MiG-27 e MiG-29. A versão B-13L1 é usada em helicópteros: Mil Mi-24, Mil Mi-28, Ka-29TB, Ka-50 e Ka-52.

## Especificações do Lançador
| Designação | Altura | Diâmetro | Peso descarregado | Número de foguetes | Notas                                 |
| ---------- | ------ | -------- | ----------------- | ------------------ | ------------------------------------- |
| B-13L      | 3.56 m | 0.410 m  | 160 kg            | 5                  | 0.15 segundos de intervalo de disparo |
| B-13L1     | 3.06 m | 0.410 m  | 140 kg            | 5                  | 0.15 segundos de intervalo de disparo |

## Especificações do Foguete
| Designação | Tipo              | Comprimento total | Peso de lançamento | Peso da Ogiva                                   | Alcance    | Notas |
| ---------- | ----------------- | ----------------- | ------------------ | ----------------------------------------------- | ---------- | --- |
| S-13       | Penetração        | 2.54 m            | 57 kg              | 21 kg (1.82 kg de explosivos)                   | 1.1 – 3 km | Penetra 3 m de terra e 1 m de concreto reforçado. Em pistas produz demolição de uma aérea de 20 m². Velocidade de 650 m/s.                      |
| S-13B      | Penetração        | 2.63 m            | 60 kg              | 23 kg (1.92 kg de explosivos)                   | n/a        | Penetra em 3 m de terra e 1 m de concreto. |
| S-13T      | HEAT              | 2.99 m            | 75 kg              | 21 kg e 16.3 kg (1.8 kg e 2.7 kg de explosivos) | 1.1 – 4 km | Combina penetração de 6 m de terra e 1 m de concreto reforçado. Velocidade de 500 m/s.                                                          |
| S-13OF     | APAM/Fragmentação | 2.97 m            | 69 kg              | 33 kg (7 kg de explosivos)                      | 1.6 – 3 km | Produz 450 fragmentos entre 23 e 35 g cada, capazes de penetrar em veículos leves como APCs e IFVs. Velocidade de 530 m/s. Introduzido em 1993. |
| S-13D      | FAE               | 3.12 m            | 68 kg              | 32 kg (14.2 kg de combustível)                  | 1.6 – 3 km | Equivalente a 35 – 40 kg de TNT. Velocidade de 530 m/s. Introduzido em 1995.                                                                    |
| S-13DF     | FAE               | 3.12 m            | 68 kg              | 32 kg (14.6 kg de combustível)                  | 0.5 – 6 km | Equivalente até 40 kg de TNT. Velocidade de 530 m/s.                                                                                            |